# MandrakeSoft
A MandrakeSoft foi a empresa responsável por uma das mais importantes distribuições de GNU/Linux do mundo open source, o Linux Mandrake. Era distribuído no formato RPM, e se tornou conhecido por ser um sistema de fácil instalação, destinado a usuários que não possuiam conhecimento avançado no sistema Linux. Em 2005, a empresa se fundiu com a brasileira Conectiva, formando a Mandriva.